# 金山公主 (马来西亚传说)
金山公主，又译作素山仙子、乐浪山公主，是马来西亚传说故事中的人物，在古典小说《马来纪年》（Sejarah Melayu）和《汉都亚传》（Hikayat Hang Tuah）中都记载了她的事迹。其中，最著名的关于她的传说是马六甲王朝的苏丹马末（Sultan Mahmud）派遣部下向她求亲。金山公主提出了苛刻的、不可能达成的条件以回绝，结果苏丹惟有知难而退，放弃了他想占有金山公主的愿望。这个著名的传说故事在民间为人所津津乐道，是马来西亚文学、剧场和电影创作喜用的题材。但《汉都亚传》和《马来纪年》中的金山公主故事，除了名字相同，以及所处时代相同以外，本身並沒有關連。

## 《马来纪年》的金山公主
在帥汉都亚在内的一行人在登山过程中遇到了一些挫折，最终只有敦马末（Tun Mamat）和他的随从成功上山。
山上，敦马末有一段奇遇。他先是遇见一位自称是公主代表的老妇，这老妇答应将把苏丹的愿望转告金山公主，然后便不知所踪。接着，敦马末又遇到另一位驼背的老妇，这老妇说，只要苏丹能完成金山公主提出的条件，公主便答应下嫁。这些条件是（一）建一条连接金山和马六甲的金桥；（二）建一条连接金山和马六甲的银桥；（三）准备七盘蚊子的心脏（四）准备七盘小虫的心脏；（五）准备一瓶處女的眼泪；（六）准备一瓶嫩槟榔水；（七）准备一碗苏丹之子拉惹阿末 （Raja Ahmad）的血。说完，老妇便消失不见了。
敦马末下山回到马六甲后，把金山公主提出的条件转告苏丹，苏丹的回应是，除了准备一碗王子的血以外，其余各项他都可办到。结果，提亲之事就这样不了了之。小说中的说书人说，有人相信敦马末在金山上遇见的老妇实就是金山公主的化身。

## 《汉都亚传》的金山公主
在《汉都亚传》，金山公主是马六甲王朝的末代君主，苏丹马末沙（Sultan Mahmud）的姐姐。她曾和锡兰王子拉惹朱兰（Raja Chulan）有一段婚约，但因为拉惹朱兰的船在丁加奴沉没，拉惹朱兰回到国内，所以他们终没有成功联姻。
在小说的最后一章，原任苏丹让贤予金山公主。公主行事公正而心胸宽大，在她任内，马六甲王朝仍然有过繁荣兴盛的时期。一直到葡萄牙人偷袭马六甲，金山公主和她的侍女仓促而逃，马六甲王朝便宣告灭亡了。金山公主在逃亡中误入巴达国（negeri Batak）森林，后来，她便被立为巴达国的君主。

## 电影版《金山公主》
早在1961年，马来西亚本土电影公司已将金山公主的传说搬上大银幕，当时的电影故事情节主要是以《马来纪年》为底本。到了2004年，金山公主的传说再一次被改编为电影，由苏宗兴任导演，蒂雅拉·杰奎琳娜（Tiara Jacquelina）和莫哈末·纳西尔（Mohamad Nasir）领衔演出。这部新版的《金山公主》仍保留苏丹马末派遣部下向金山公主提亲的桥段，但加插了不少新编的情节，比如海军统帅汉都亚和金山公主在电影中成为一对恋人。这部电影在国内票房大卖，同时在一些国际影展上也有所斩获，剧组乘胜追击，不久后又制作了《金山公主》音乐剧。